# 歯型彫刻
歯型彫刻（しけいちょうこく）とは、主として石膏棒を、歯の形に彫刻することである。単にカービングとも称される。
歯型彫刻の目的は複数あり、歯科医療従事者として必要な手先の器用さを養うためや、歯牙の形態を口腔解剖学といった座学だけでなく実際に観察し作成することによって理解を深めるといったことである。臨床現場においては、各種補綴物の研究や患者への説明などにも用いられることがある。
歯科医師、歯科衛生士、歯科技工士のどの養成課程においても、歯型彫刻は授業として組み込まれており、特に歯科技工士は、歯科技工士国家試験の試験科目の1つとして組み込まれているために、力を入れている。また、歯型彫刻のコンテストも数多く存在する。なお、過去には歯科医師国家試験でも試験科目であった。